# Betty Okino
Elizabeth Anne Okino dite Betty Okino, née le 4 juin 1975 à Entebbe (Ouganda), est une gymnaste artistique américaine. 

## Palmarès

### Jeux olympiques
- Barcelone 1992
  -  médaille de bronze au concours par équipes

### Championnats du monde
- Indianapolis 1991
  -  médaille d'argent au concours par équipes
  -  médaille de bronze à la poutre

- Paris 1992
  -  médaille d'argent aux barres asymétriques

### Autres
- American Cup 1991 :
  -  1re au concours général